# یوهانس وینده
یوهانس وینده (دانمارکی: Johannes Vinther; ۵ ژانویهٔ ۱۸۹۳ – ۲۴ مهٔ ۱۹۶۸) ژیمناست هنری اهل دانمارک بود.